# Schoenus badius
Schoenus badius är en halvgräsart som beskrevs av Barbara Lynette Rye. Schoenus badius ingår i släktet axagssläktet, och familjen halvgräs. Inga underarter finns listade i Catalogue of Life.